# Casa Cruañas
La Casa Cruañas és un edifici del municipi de Figueres (Alt Empordà) que forma part de l'Inventari del Patrimoni Arquitectònic de Catalunya.

## Descripció
Edifici entre mitgeres situat a la zona històrica de la ciutat. Planta baixa reformada per a ús comercial. El primer pis té un balcó, més gran que el balcó que trobem al segon pis, tots dos amb llindes ornamentals escalonades, amb motius ceràmics. El tercer pis, separat per motllura horitzontal presenta dues petites finestres amb motiu decoratiu ceràmic a la llinda. Per sobre, un fris ceràmic policrom, amb els forats de ventilació, per sobre la cornisa, que dona lloc a la terrassa superior. La façana presenta una trama esgrafiada amb motius florals verds est amb fons groc i amb motius verds estucats. Als dos laterals, motllura imitant carreus per emmarcar la façana.